# Ludovik II., kralj Napulja
Ludovik/Luj II. Anžuvinac (francuski: Louis; 1377. – 29. travnja 1417.) bio je napuljski kralj kao rival kralja Ladislava, koji je poznat po prodaji Dalmacije Mlečanima.
Od oca, Luja Anžuvinca, Ludovik je naslijedio velike posjede u južnoj Francuskoj, ali i borbu za napuljsku krunu s Karlom Dračkim. Karla je naslijedio maloljetni sin Ladislav 1386. godine, ali je ubrzo istjeran iz Napulja. Ludovika je 1. studenoga 1389. okrunio protupapa Klement VII. Deset godina kasnije Ladislav je zbacio Ludovika i preuzeo svoju krunu.
Ludovik je bio i vojvoda Anjoua te provansalski grof.

## Obitelj
Ludovikovi su roditelji bili Luj I., vojvoda Anjoua i Marija od Bloisa, vojvotkinja Anjoua.
Supruga kralja Ludovika bila je Jolanda Aragonska, a ovo su njihova djeca:
- Luj III., vojvoda Anjoua
- Renato Anžuvinac, koji je naslijedio Ivanu II. Napuljsku
- Karlo IV., grof Mainea
- Marija Anžuvinska, francuska kraljica
- Jolanda